# Władcy Wołoszczyzny

## Władcy dzielnic, które weszły w skład przyszłego hospodarstwa
| Władca      | Portret | Lata panowania | Dynastia | Uwagi                                                                                                  |
| ----------- | ------- | -------------- | -------- | --- |
| Senesław    |         | ok. 1247       |          | Wojewoda wschodniego brzegu Aluty (w pobliżu Ardżeszu).                                                |
| Litowoj     |         | 1247–1277      |          | Wojewoda zachodniego brzegu Aluty.                                                                     |
| Barbat      |         | ok. 1277–1290  |          | brat Litowoja                                                                                          |
| Tihomir     |         | ok. 1290–1310  |          | |
| Radu Czarny |         | ok. 1300       |          | legendarny wojewoda Wołoszczyzny; niektórzy historycy uważają go za pseudonim Tihomira lub Basaraba I. |

## Hospodarowie wołoscy (1310-1859)
Utworzenie hospodarstwa wołoskiego miało miejsce w 1310 roku.
| Władca                                        | Portret | Lata panowania | Dynastia      | Uwagi                                                                                                 |
| --------------------------------------------- | ------- | -------------- | ------------- | --- |
| Basarab I                                     |         | ok. 1310–1352  | Basarabowie   | syn Tihomira; pierwszy historyczny władca Wołoszczyzny; później nazywany także Basarabem Założycielem |
| Mikołaj Aleksander Nicolae Alexandru          |         | 1352–1364      | Basarabowie   | syn Basaraba I                                                                                        |
| Władysław I Samoderżec Vladislav I            |         | ok. 1364–1377  | Basarabowie   | syn Mikołaja Aleksandra; znany także jako Vlaicu-Vodă                                                 |
| 4. Radu I                                     |         | ok. 1377–1383  | Basarabowie   | syn Mikołaja Aleksandra                                                                               |
| 5. Dan I                                      |         | ok. 1383–1386  | Danowicze     | syn Radu I                                                                                            |
| 6. Mircza I Stary Mircea I cel Bătrân         |         | 1386–1394      | Basarabowie   | syn Radu I; po raz pierwszy                                                                           |
| 7. Wład I Uzurpator Vlad I Uzurpatorul        |         | 1394–1397      |               | |
| 6. Mircza I Stary Mircea I cel Bătrân         |         | 1397–1418      | Basarabowie   | po raz drugi                                                                                          |
| 8. Michał I Mihail I                          |         | 1418–1420      | Basarabowie   | syn Mirczy Starego                                                                                    |
| 9. Dan II                                     |         | 1420–1421      | Danowicze     | syn Dana I, członek Zakonu Smoka; po raz pierwszy                                                     |
| 10. Radu II Praznaglava Radu II Chelul        |         | 1421           | Basarabowie   | syn Mirczy Starego; po raz pierwszy                                                                   |
| 9. Dan II                                     |         | 1421–1423      | Danowicze     | po raz drugi                                                                                          |
| 10. Radu II Praznaglava Radu II Chelul        |         | 1423           | Basarabowie   | po raz drugi                                                                                          |
| 9. Dan II                                     |         | 1423–1424      | Danowicze     | po raz trzeci                                                                                         |
| 10. Radu II Praznaglava Radu II Chelul        |         | 1424–1426      | Basarabowie   | po raz trzeci                                                                                         |
| 9. Dan II                                     |         | 1426–1427      | Danowicze     | po raz czwarty                                                                                        |
| 10. Radu II Praznaglava Radu II Chelul        |         | 1427           | Basarabowie   | po raz czwarty                                                                                        |
| 9. Dan II                                     |         | 1427–1431      | Danowicze     | po raz piąty                                                                                          |
| 11. Aleksander I Aldea Alexandru I Aldea      |         | 1431–1436      | Drakulowie    | syn Mirczy Starego; po raz pierwszy                                                                   |
| 12. Wład II Diabeł Vlad Dracul                |         | 1436–1442      | Drakulowie    | nieślubny syn Mirczy Starego, członek Zakonu Smoka; po raz pierwszy                                   |
| 13. Mircza II Mircea II                       |         | 1442           | Drakulowie    | syn Włada Diabła                                                                                      |
| 14. Basarab II                                |         | 1442–1443      | Danowicze     | syn Dana II                                                                                           |
| 12. Wład II Diabeł Vlad Dracul                |         | 1443–1447      | Drakulowie    | po raz drugi                                                                                          |
| 15. Władysław II Dan Vladislav II             |         | 1447–1448      | Danowicze     | syn Dana II; popierany przez Jana Hunyadego, regent Królestwa Węgier; po raz pierwszy                 |
| 16. Wład III Palownik Vlad Țepeș              |         | 1448           | Drakulowie    | syn Włada Diabła; po raz pierwszy                                                                     |
| 15. Władysław II Dan                          |         | 1448–1456      | Danowicze     | syn Dana II; popierany przez Jana Hunyadego, regent Królestwa Węgier; po raz drugi                    |
| 16. Wład III Palownik Vlad Țepeș              |         | 1456–1462      | Drakulowie    | po raz drugi                                                                                          |
| 17. Radu III Piękny Radu cel Frumos           |         | 1462–1473      | Drakulowie    | syn Włada Diabła; po raz pierwszy                                                                     |
| 18. Basarab III Stary Basarab cel Bătrân      |         | 1473           | Danowicze     | syn Dana II; po raz pierwszy                                                                          |
| 17. Radu III Piękny Radu cel Frumos           |         | 1473–1474      | Drakulowie    | po raz drugi                                                                                          |
| 18. Basarab III Stary Basarab cel Bătrân      |         | 1474           | Danowicze     | po raz drugi                                                                                          |
| 17. Radu III Piękny Radu cel Frumos           |         | 1474           | Drakulowie    | po raz trzeci                                                                                         |
| 18. Basarab III Stary Basarab cel Bătrân      |         | 1474           | Danowicze     | po raz trzeci                                                                                         |
| 17. Radu III Piękny Radu cel Frumos           |         | 1474–1475      | Drakulowie    | po raz czwarty                                                                                        |
| 18. Basarab III Stary Basarab cel Bătrân      |         | 1475–1476      | Danowicze     | po raz czwarty                                                                                        |
| 16. Wład III Palownik Vlad Țepeș              |         | 1476           | Drakulowie    | po raz trzeci                                                                                         |
| 18. Basarab III Stary Basarab cel Bătrân      |         | 1476–1477      | Danowicze     | po raz piąty                                                                                          |
| 19. Basarab IV Basarab Țepeluș                |         | 1477–1481      | Danowicze     | syn Basaraba II; po raz pierwszy                                                                      |
| 20. Mircza                                    |         | 1481           |               | |
| 21. Wład IV Mnich Vlad Călugărul              |         | 1481           | Drakulowie    | syn Włada Diabła; po raz pierwszy                                                                     |
| 19. Basarab IV                                |         | 1481–1482      | Danowicze     | po raz drugi                                                                                          |
| 21. Wład IV Mnich Vlad Călugărul              |         | 1482–1495      | Drakulowie    | po raz drugi                                                                                          |
| 22. Radu IV Wielki Radu cel Mare              |         | 1495–1508      | Drakulowie    | syn Włada Mnicha                                                                                      |
| 23. Mihnea I Zły Mihnea cel Rău               |         | 1508–1509      | Drakulowie    | syn Włada Palownika                                                                                   |
| 24. Mircza III                                |         | 1509–1510      | Drakulowie    | syn Mihnei Złego                                                                                      |
| 25. Wład V Młody Vlad V cel Tânăr             |         | 1510–1512      | Drakulowie    | bratanek Radu Wielkiego; znany także jako Vlăduț                                                      |
| 26. Neagoe Basarab V                          |         | 1512–1521      | Craiovești    | |
| 27. Teodozjusz Teodosie                       |         | 1521–1522      |               | |
| 28. Radu V                                    |         | 1522–1523      | Drakulowie    | nieślubny syn Radu Wielkiego; sprzymierzony z Craioveștimi; po raz pierwszy                           |
| 29. Władysław III                             |         | 1523           | Danowicze     | bratanek Władysława II; po raz pierwszy                                                               |
| 30. Radu VI Bădica                            |         | 1523–1524      |               | |
| 28. Radu V                                    |         | 1524           | Craiovești    | po raz drugi                                                                                          |
| 29. Władysław III                             |         | 1524           | Danowicze     | po raz drugi                                                                                          |
| 28. Radu V                                    |         | 1524–1525      | Craiovești    | po raz trzeci                                                                                         |
| 29. Władysław III                             |         | 1525           | Danowicze     | po raz trzeci                                                                                         |
| 28. Radu V                                    |         | 1525–1529      | Craiovești    | po raz czwarty                                                                                        |
| 31. Basarab VI                                |         | 1529           |               | |
| 32. Mojżesz                                   |         | 1529–1530      |               | |
| 33. Wład VI Topielec Vlad VI Înecatul         |         | 1530–1532      | Drakulowie    | syn Włada Młodego                                                                                     |
| 34. Wład VII Vintila                          |         | 1532–1535      | Drakulowie    | syn Radu Wielkiego                                                                                    |
| 35. Radu VII Paisie                           |         | 1535–1545      | Drakulowie    | syn Włada Vintili ze Slatiny                                                                          |
| 36. Mircza Pastuch Mircea Ciobanul            |         | 1545–1552      | Drakulowie    | syn Radu Wielkiego; po raz pierwszy                                                                   |
| 37. Radu VIII Eliasz Radu VIII Ilie Haidăul   |         | 1552–1553      | Drakulowie    | syn Radu z Afumați                                                                                    |
| 36. Mircza Pastuch                            |         | 1553–1554      | Drakulowie    | po raz drugi                                                                                          |
| 38. Patrascu Dobry Pătrașcu cel Bun           |         | 1554–1558      | Drakulowie    | syn Radu Paisiego; po raz trzeci                                                                      |
| 36. Mircza Pastuch                            |         | 1558–1559      | Drakulowie    | po raz trzeci                                                                                         |
| 39. Piotr Młody Petru cel Tânăr               |         | 1559–1568      | Drakulowie    | syn Mirczy Pastucha                                                                                   |
| 40. Aleksander II Mircza                      |         | 1568–1574      | Drakulowie    | syn Mirczy II; przezywany „Jałową Owcą” (Oaie Seacă); po raz pierwszy                                 |
| 41. Vintila                                   |         | 1574           | Drakulowie    | syn Pătrașcu Dobrego                                                                                  |
| 40. Aleksander II Mircza                      |         | 1574–1577      | Drakulowie    | po raz drugi                                                                                          |
| 42. Mihnea II Poturczeniec Mihnea II Turcitul |         | 1577–1583      | Drakulowie    | syn Aleksandra II Mirczy; po raz pierwszy                                                             |
| 43. Piotr II Kolczyk Petru II Cercel          |         | 1583–1585      | Drakulowie    | syn Pătrașcu Dobrego                                                                                  |
| 42. Mihnea II Poturczeniec                    |         | 1585–1591      | Drakulowie    | po raz drugi                                                                                          |
| 44. Stefan I Głuchy Ștefan I Surdul           |         | 1591–1592      |               | |
| 45. Aleksander III Zły Alexandru III cel Rău  |         | 1592–1593      |               | również władca Mołdawii (1592)                                                                        |
| 46. Michał II Waleczny Mihail II Viteazul     |         | 1593–1600      | Drakulowie    | nieślubny syn Pătrașcu Dobrego; również władca Siedmiogrodu (1599-1600) i władca Mołdawii (1600)      |
| 47. Szymon Mohyła                             |         | 1600–1601      | Mohyłowie     | po raz pierwszy                                                                                       |
| 48. Radu IX Mihnea                            |         | 1601–1602      | Drakulowie    | syn Minhei Poturczeńca; po raz pierwszy                                                               |
| 47. Szymon Mohyła                             |         | 1602           | Mohyłowie     | po raz drugi                                                                                          |
| 49. Radu X Șerban                             |         | 1602–1610      |               | po raz pierwszy                                                                                       |
| 50. Gabriel Batory                            |         | 1611           | Batory        | także książę Transylwanii                                                                             |
| 48. Radu IX Mihnea                            |         | 1611           | Drakulowie    | po raz drugi                                                                                          |
| 49. Radu X Șerban                             |         | 1611           |               | po raz drugi                                                                                          |
| 48. Radu IX Mihnea                            |         | 1611–1616      | Drakulowie    | po raz trzeci                                                                                         |
| 51. Gabriel Mohyła                            |         | 1616           | Mohyłowie     | Szymona Mohyły; po raz pierwszy                                                                       |
| 52. Aleksander IV Eliasz                      |         | 1616–1618      |               | po raz pierwszy                                                                                       |
| 51. Gabriel Mohyła                            |         | 1618–1620      | Mohyłowie     | po raz drugi                                                                                          |
| 48. Radu IX Mihnea                            |         | 1620–1623      | Drakulowie    | po raz czwarty                                                                                        |
| 53. Aleksander V Dziecię Alexandru Coconul    |         | 1623–1627      | Drakulowie    | syn Radu Mihnei                                                                                       |
| 52. Aleksander IV Eliasz                      |         | 1627–1629      |               | po raz drugi                                                                                          |
| 54. Leon Tomșa                                |         | 1629–1632      |               | |
| 55. Radu XI Eliasz                            |         | 1632           |               | |
| 56. Mateusz Basarab                           |         | 1632–1654      | Brâncovenești | |
| 57. Konstantyn I Șerban                       |         | 1654–1658      |               | nieślubny syn Radu Șerbana                                                                            |
| 58. Mihnea III                                |         | 1658–1659      |               | |
| 59. Jerzy I Ghica                             |         | 1659–1660      | Ghica         | |
| 60. Grzegorz I Jerzy Ghica                    |         | 1660–1664      | Ghica         | po raz pierwszy                                                                                       |
| 61. Radu XII Leon                             |         | 1664–1669      |               | |
| 62. Antoni Popescu                            |         | 1669–1672      |               | |
| 60. Grzegorz I Jerzy Ghica                    |         | 1672–1673      | Ghica         | po raz drugi                                                                                          |
| 63. Jerzy II Duca                             |         | 1673–1678      |               | |
| 64. Șerban Kantakuzen                         |         | 1678–1688      | Kantakuzeni   | |
| 65. Konstantyn II Brâncoveanu                 |         | 1688–1714      | Brâncovenești | |
| 66. Stefan II Kantakuzen                      |         | 1714–1715      | Kantakuzeni   | |

### Rządy Fanariotów (1715–1821)
| Władca                             | Portret             | Lata panowania | Dynastia        | Uwagi                                                                   |
| ---------------------------------- | ------------------- | -------------- | --------------- | ----------------------------------------------------------------------- |
| 111. Mikołaj Mavrocordat           |                     | 1715–1716      | Mavrocordatowie | po raz pierwszy                                                         |
| okupacja habsburska                | okupacja habsburska | 1716           |                 |                                                                         |
| 112. Jan I Mavrocordat             |                     | 1716–1719      | Mavrocordatowie |                                                                         |
| 113. Mikołaj Mavrocordat           |                     | 1719–1730      | Mavrocordatowie | po raz drugi                                                            |
| 114. Konstantyn III Mavrocordat    |                     | 1730           | Mavrocordatowie | po raz pierwszy                                                         |
| 115. Michał Racoviță               |                     | 1730–1731      | Racoviță        | po raz pierwszy                                                         |
| 116. Konstantyn III Mavrocordat    |                     | 1731–1733      | Mavrocordatowie | po raz drugi                                                            |
| 117. Grzegorz II Ghica             |                     | 1733–1735      | Ghica           | po raz pierwszy                                                         |
| 118. Konstantyn Mavrocordat        |                     | 1735–1741      | Mavrocordatowie | po raz trzeci                                                           |
| 119. Michał Racoviță               |                     | 1741–1744      | Racoviță        | po raz drugi                                                            |
| 120. Konstantyn III Mavrocordat    |                     | 1744–1748      | Mavrocordatowie | po raz czwarty                                                          |
| 121 Grzegorz Ghica II              |                     | 1748–1752      | Ghica           | po raz drugi                                                            |
| 122. Mateusz Ghica                 |                     | 1752–1753      | Ghica           |                                                                         |
| 123. Konstantyn IV Racoviță        |                     | 1753–1756      |                 | po raz pierwszy                                                         |
| 124. Konstantyn III Mavrocordat    |                     | 1756–1758      |                 | po raz piąty                                                            |
| 125. Scarlat Ghica                 |                     | 1758–1761      | Ghica           | po raz pierwszy                                                         |
| 126. Konstantyn III Mavrocordat    |                     | 1761–1763      |                 | po raz szósty                                                           |
| 127. Konstantyn IV Racoviță        |                     | 1763–1764      | Racoviță        | po raz drugi                                                            |
| 129. Stefan Racoviță               |                     | 1764–1765      | Racoviță        |                                                                         |
| 129. Scarlat Ghica                 |                     | 1765–1766      | Ghica           | po raz drugi                                                            |
| 130. Aleksander Ghica              |                     | 1766–1768      | Ghica           |                                                                         |
| rosyjska okupacja                  | rosyjska okupacja   | 1768           |                 |                                                                         |
| 131. Grzegorz III Aleksander Ghica |                     | 1768–1769      | Ghica           |                                                                         |
| rosyjska okupacja                  | rosyjska okupacja   | 1769–1770      |                 |                                                                         |
| 132. Emanuel Giani-Ruset           |                     | 1770-1771      | Rusetowie       | zwany również Manole lub Manolache                                      |
| 133. Aleksander Ipsilanti          |                     | 1774–1782      | Ipsilanti       | po raz pierwszy                                                         |
| 134. Mikołaj Caradja               |                     | 1782–1783      | Caradja         |                                                                         |
| 135. Michał Suțu                   |                     | 1783–1786      | Suțu            | po raz pierwszy                                                         |
| 136. Mikołaj Mavrogheni            |                     | 1786–1789      |                 |                                                                         |
| okupacja habsburska                | okupacja habsburska | 1789–1790      |                 | namiestnik wojskowy: Fryderyk Jozjasz Wettyn                            |
| 137. Michał Suțu                   |                     | 1791–1793      | Suțu            | po raz drugi                                                            |
| 138. Aleksander Moruzi             |                     | 1793–1796      | Moruzi          | po raz pierwszy                                                         |
| 139. Aleksander Ipsilanti          |                     | 1796–1797      | Ipsilanti       | po raz drugi                                                            |
| 140. Konstantyn Hangerli           |                     | 1797–1799      |                 |                                                                         |
| 141. Aleksander Moruzi             |                     | 1799–1801      | Moruzi          | po raz drugi                                                            |
| 142. Michał Suțu                   |                     | 1801–1802      | Suțu            | po raz trzeci                                                           |
| 143. Aleksander Suțu               |                     | 1802           | Suțu            |                                                                         |
| 144. Konstantyn Ipsilanti          |                     | 1802-1806      | Ipsilanti       |                                                                         |
| okupacja rosyjska                  | okupacja rosyjska   | 1806–1812      |                 |                                                                         |
| 145. Jan Caradja                   |                     | 1812–1818      | Caradja         |                                                                         |
| 146. kajmakam Grzegorz Brâncovenu  |                     | 1818           |                 | wspierany przez Barbu Văcărescu, Grzegorza Aleksandra Ghikę i Samurcașa |
| 147. Aleksander Suțu               |                     | 1818–1821      | Suțu            |                                                                         |
| 148. kajmakam Grzegorz Brâncoveanu |                     | 1821           |                 |                                                                         |
| 149. Tudor Vladimirescu            |                     | 1821           |                 | przywódca powstania anty-fanariockiego                                  |
| 150. Scarlat Callimachi            |                     | 1821           | Callimachi      |                                                                         |
| 151. Grzegorz Dymitr Ghica         |                     | 1822–1828      | Ghica           |                                                                         |
| okupacja rosyjska                  | okupacja rosyjska   | 1828–1834      |                 | namiestnicy wojskowi: Fiodor Pahlen, Piotr Żełtuchin i Paweł Kisielow   |

### Rządstatutu organicznego(1832–1856)
| Władca                                     | Portret                                | Lata panowania | Dynastia | Uwagi |
| ------------------------------------------ | -------------------------------------- | -------------- | -------- | --- |
| 152. Aleksander Dymitr Ghica               |                                        | 1834–1842      | Ghica    | |
| 153. Jerzy Bibescu                         |                                        | 1842–1848      | Bibescu  | |
| 154. rząd tymczasowy                       |                                        | 1848           |          | metropolita Neofit II, wspierany przez Christiana Tella, Iona Heliade-Rădulescu, Ștefana Golescu, Gheorghego Magheru i Gheorghego Scurtiego |
| 155. regencja trzech Locotenența domnească |                                        | 1848           |          | - Christian Tella - Ion Heliade-Rădulescu - Nicolae Golescu                                                                                 |
| połączona okupacja osmańska i rosyjska     | połączona okupacja osmańska i rosyjska | 1848–1851      |          | namiestnicy wojskowi: Omer Pasza i Aleksandr Lüders                                                                                         |
| 156. kajmakam Konstantyn Kantakuzen        |                                        | 1848           |          | |
| 157. Barbu Știrbei                         |                                        | 1848–1853      | Știrbei  | po raz pierwszy |
| okupacja rosyjska                          | okupacja rosyjska                      | 1853–1854      |          | |
| okupacja osmańska                          | okupacja osmańska                      | 1854           |          | |
| okupacja austriacka                        | okupacja austriacka                    | 1854–1856      |          | namiestnik wojskowy: Johann Coronini-Cronberg                                                                                               |
| 158. Barbu Știrbei                         |                                        | 1854–1856      | Știrbei  | po raz drugi |

### Protektorat ustanowiony przeztraktat paryski(1856–1859)
| Władca                                                                  | Portret | Lata panowania | Dynastia | Uwagi |
| ----------------------------------------------------------------------- | ------- | -------------- | -------- | ----- |
| 159. kajmakam Aleksander Dymitr Ghica                                   |         | 1856–1858      |          |       |
| 160. Trzech kajmakamów: - Ioan Manu, - Emanoil Băleanu, - Ioan Filipide |         | 1858–1859      |          |       |

## Zjednoczone Księstwa Mołdawii i Wołoszczyzny(1859–1862)
| Władca                   | Portret | Lata panowania | Dynastia | Uwagi |
| ------------------------ | ------- | -------------- | -------- | --- |
| 161. Aleksander Jan Cuza |         | 1859–1862      | Cuza     | również władca Mołdawii w unii personalnej, od 1862 roku książę Zjednoczonego Księstwa Mołdawii i Wołoszczyzny |

Od 1862 unia realna między Wołoszczyzną a Mołdawią.